# كاريس يوليانتو
كاريس يوليانتو (بالإندونيسية: Charis Yulianto)‏، من مواليد 11 يوليو 1978 في جاوا الشرقية في أندونيسيا، لاعب كرة قدم أندونيسي.
بدأ مسيرته الكروية مع نادي أريما مالانغ في عام 1997، ولعب معهم حتى عام 2001، وفي عام 2002 انتقل إلى نادي ماكاسار، ولعب معهم حتى عام 2004، وفي عام 2005 لعب مع نادي بريسيا جاكارتا، وفي عام 2006 انتقل إلى نادي برسيب باندونغ، ومنذ عام 2007 وهو يلعب مع نادي سريويجايا.
و هو يلعب مع منتخب أندونيسيا لكرة القدم منذ عام 2004.

## روابط خارجية
- كاريس يوليانتو على موقع قاعدة بيانات كرة القدم.إي يو (الإنجليزية)
- كاريس يوليانتو على موقع ناشيونال فوتبول تيمز (الإنجليزية)
- كاريس يوليانتو على موقع Soccerway.com (الإنجليزية)
- كاريس يوليانتو على موقع كووورة